# Атабаєво (Кіясовський район)
Атаба́єво (рос. Атабаево, удм. Атабай) — присілок у складі Кіясовського району Удмуртії, Росія.
Населення — 451 особа (2010; 457 у 2002).
Національний склад:
- росіяни — 90 %